# Grzegorz VIII (antypapież)
Grzegorz VIII (właśc. Maurice Bourdin; zm. ok. 1140) – antypapież w okresie od 8 marca 1118 do kwietnia 1121.

## Życiorys
Z pochodzenia Francuz, benedyktyn z Cluny, od 1099 sprawował urząd biskupa Coimbry. Po odbyciu pielgrzymki do Ziemi Świętej został arcybiskupem Bragi w 1109. Dążąc do rozszerzenia jurysdykcji swojej metropolii popadł w konflikt z prymasem Hiszpanii, arcybiskupem Bernardem z Toledo. W związku z tym konfliktem został wezwany do Rzymu przez papieża Paschalisa II w 1114. W 1116 Paschalis II powierzył mu misję wobec króla niemieckiego Henryka V, który przybył wówczas ze zbrojną wyprawą do Italii w związku z tzw. sporem o inwestyturę, między cesarstwem a papiestwem. Maurycy przeszedł wówczas na stronę cesarza i został ekskomunikowany przez Paschalisa II.
Po śmierci Paschalisa II doszło do wyboru Gelazjusza II, którego nie uznała jednak partia cesarska w Rzymie. 8 marca 1118 Henryk V po uprzednim opanowaniu Rzymu doprowadził do unieważnienia elekcji Gelazjusza i desygnował na papieża arcybiskupa Maurycego, który przyjął imię Grzegorza VIII. W rewanżu koronował on Henryka V na cesarza. Obrzucony klątwą przez papieża Gelazjusza II Grzegorz VIII został ostatecznie pokonany i zdetronizowany przez Kaliksta II w kwietniu 1121 roku. Do końca życia był więziony w różnych klasztorach. Zmarł prawdopodobnie w opactwie SS. Trinita di Cava, ok. 1140 roku.

## Kolegium Kardynalskie Grzegorza VIII
Brak danych o kardynałach mianowanych przez Grzegorza VIII, wiadomo jednak, że w marcu 1118 roku jego władzę uznało trzech kardynałów mianowanych jeszcze przez antypapieża Klemensa III (1084-1100):
- Romanus – kardynał prezbiter S. Marco i prepozyt kościoła S. Marcello
- Cinthius – kardynał prezbiter S. Crisogono
- Teuzo – kardynał prezbiter